# الانتخابات البرلمانية السودانية 1986
أجريت هذه الانتخابات البرلمانية في السودان في الفترة من 1 إلى 12 أبريل في 1986. كانت هذه هي أول انتخابات متعددة الأحزاب في البلاد منذ عام 1968 ، وشهدت هذه الانتخابات فوزًا لحزب الأمة ، وإنفرد هذا الحزب بـ 101 من أصل 260 مقعدًا في الجمعية الوطنية .
حيث أجريت هذه الانتخابات في وسط الحرب الأهلية السودانية الثانية وتم تأجيل التصويت إلى أجل غير مسمى في 41 مقعدًا في جنوب السودان .
و هذا بسبب المخاوف الأمنية. وكانت نسبة المشاركة في التصويت 67.5 ٪.

## النتائج
| حفل                   | حفل                                       | الأصوات | ٪    | مقاعد |
| --------------------- | ----------------------------------------- | ------- | ---- | ----- |
|                       | حزب الأمة                                 | 1508334 | 38.2 | 101   |
|                       | الحزب الاتحادي الديمقراطي                 | 1163961 | 29.5 | 63    |
|                       | الجبهة الإسلامية الوطنية                  | 726021  | 18.4 | 51    |
|                       | حزب الشعب التقدمي                         | 27674   | 0.7  | 11    |
|                       | الحزب الوطني السوداني                     | 86461   | 2.2  | 8     |
|                       | الرابطة السياسية لجنوب السودان            | 25268   | 0.6  | 8     |
|                       | مؤتمر الشعب السوداني الأفريقي             | 31944   | 0.8  | 7     |
|                       | الحزب الشيوعي السوداني                    | 67937   | 1.7  | 3     |
|                       | المؤتمر السوداني الأفريقي                 |         |      | 2     |
|                       | حزب الشعب السوداني الاتحادي               |         |      | 1     |
|                       | حزب الأمة الوطني                          | 37662   | 0.9  | 0     |
|                       | حزب البعث العربي الاشتراكي - دولة السودان | 35767   | 0.9  | 0     |
|                       | المستقلين                                 | 98606   | 2.4  | 5     |
|                       | مقاعد شاغرة                               |         |      | 41    |
| مجموع                 | مجموع                                     | 3948544 |      | 301   |
| المصدر: Nohlen et al. |                                           |         |      |       |

### من قبل الدائرة

#### الدوائر الانتخابية العليا
| حفل                         | حفل                                       | الأصوات | ٪     | مقاعد |
| --------------------------- | ----------------------------------------- | ------- | ----- | ----- |
|                             | الجبهة الإسلامية الوطنية                  |         | 38.2  | 23    |
|                             | الحزب الشيوعي السوداني                    |         | 19.2  |       |
|                             | حزب الأمة                                 |         | 15.9  |       |
|                             | الحزب الاتحادي الديمقراطي                 |         | 9.6   |       |
|                             | المستقلين                                 |         | 7.0   |       |
|                             | حزب الأمة الوطني                          |         | 2.0   |       |
|                             | حزب البعث العربي الاشتراكي - دولة السودان |         | 2.0   |       |
|                             | حزب الشعب التقدمي                         |         | 0.4   |       |
|                             | الرابطة السياسية لجنوب السودان            |         | 0.3   |       |
|                             | المؤتمر السوداني الأفريقي                 |         | 0.2   |       |
|                             | آخر                                       |         | 5.2   |       |
| مجموع                       | مجموع                                     | 207555  | 100.0 | 28    |
| المصدر: السودان بعد النميري |                                           |         |       |       |

#### الخرطوم
| حفل                         | حفل                                       | الأصوات | ٪     | مقاعد |
| --------------------------- | ----------------------------------------- | ------- | ----- | ----- |
|                             | الجبهة الإسلامية الوطنية                  |         | 29.8  | 13    |
|                             | الحزب الاتحادي الديمقراطي                 |         | 30.5  | 9     |
|                             | حزب الأمة                                 |         | 20.7  | 6     |
|                             | الحزب الشيوعي السوداني                    |         | 6.0   | 2     |
|                             | الحزب الوطني السوداني                     |         | 4.5   | 1     |
|                             | حزب الأمة الوطني                          |         | 2.4   |       |
|                             | حزب البعث العربي الاشتراكي - دولة السودان |         | 2.1   |       |
|                             | تضامن القوى الريفية السودانية             |         | 1.6   |       |
|                             | المستقلين                                 |         | 1.6   |       |
|                             | حزب الأمة الإمام                          |         | 0.1   |       |
|                             | آخر                                       |         | 0.7   |       |
| مجموع                       | مجموع                                     |         | 100.0 | 31    |
| المصدر: السودان بعد النميري |                                           |         |       |       |

#### بحر الغزال
| حفل                                                        | حفل                            | الأصوات | ٪     | مقاعد |
| ---------------------------------------------------------- | ------------------------------ | ------- | ----- | ----- |
|                                                            | الرابطة السياسية لجنوب السودان |         | 44.5  | 3     |
|                                                            | حزب الأمة                      |         | 31.2  | 1     |
|                                                            | الجبهة الإسلامية الوطنية       |         | 23.4  |       |
|                                                            | المستقلين                      |         | 0.8   |       |
| مجموع                                                      | مجموع                          |         | 100.0 | 4     |
| المصدر: السودان بعد النميري </br> أربعة وعشرون مقعدا شاغرة |                                |         |       |       |

#### الاستوائية
| حفل                                            | حفل                            | الأصوات | ٪     | مقاعد |
| ---------------------------------------------- | ------------------------------ | ------- | ----- | ----- |
|                                                | حزب الشعب التقدمي              |         | 32.5  | 8     |
|                                                | مؤتمر الشعب السوداني الأفريقي  |         | 38.0  | 7     |
|                                                | الرابطة السياسية لجنوب السودان |         | 16.9  | 2     |
|                                                | المستقلين                      |         | 4.3   | 1     |
|                                                | الجبهة الإسلامية الوطنية       |         | 6.6   |       |
|                                                | الآخرين                        |         | 1.4   |       |
|                                                | حزب الأمة                      |         | 0.3   |       |
| مجموع                                          | مجموع                          |         | 100.0 | 18    |
| المصدر: السودان بعد النميري </br> مقعدين شاغرة |                                |         |       |       |

#### أعالي النيل
| حفل                                                    | حفل                            | الأصوات | ٪    | مقاعد |
| ------------------------------------------------------ | ------------------------------ | ------- | ---- | ----- |
|                                                        | الرابطة السياسية لجنوب السودان |         | 21.8 | 2     |
|                                                        | حزب الأمة                      |         | 37.1 | 1     |
|                                                        | الآخرين                        |         | 25.5 | 2     |
|                                                        | الجبهة الإسلامية الوطنية       |         | 9.4  |       |
|                                                        | الحزب الاتحادي الديمقراطي      |         | 3.8  |       |
|                                                        | المستقلين                      |         | 1.3  |       |
|                                                        | حزب الشعب التقدمي              |         | 1.1  |       |
| مجموع                                                  | مجموع                          |         | 100  | 5     |
| المصدر: السودان بعد النميري </br> خمسة عشر مقعدا شاغرة |                                |         |      |       |